# دوره زمانی مایا
 دوره زمانی که مایاها در تقویم خود بکار بردند
20 کین = 1 یونیال یا 20 روز
18 یونیال = 1 تان یا 360 روز
20 تان = 1 کاتان یا 7200 روز
20 کاتان = 1 پیکتان یا 144000 روز
20 بکتان = 1 پیکتان یا 2880000 روز
20 پیکتان = 1 کالابتان یا 57600000 روز
20 کالابتان = 1 کینچیلتان یا 1152000000 روز
20 کینچیلتان = 1 آتوتان یا 23040000000 روز